# Vejle
Vejle (en danés: /ˈvajlə/) es una ciudad de Dinamarca situada en el municipio homónimo, en la costa oriental de la península de Jutlandia y en la región de Dinamarca Meridional, de la que es su sede administrativa.
Se trata de una ciudad a orillas del fiordo de Vejle, y para un país donde la máxima elevación por encima del nivel del mar es de 170 m solamente, es bien conocida por sus colinas boscosas que cruzan la localidad de norte a sur. Es un centro industrial, comercial y de servicios. Con sus poco más de 50.000 habitantes, es la novena ciudad más poblada de Dinamarca. Forma parte de la región del Triángulo (Vejle, Fredericia, Kolding y municipios vecinos), una de las zonas de mayor riqueza y dinamismo económico del país.

## Historia
El nombre de Vejle deriva del danés antiguo wæthel, que significa "vado". La explicación radica en que la ciudad se encuentra en lo que fue un antiguo humedal junto al río Vejle. Estos humedales se cruzaban a través de un gran puente llamado Ravningbro, en lo que era una importante ruta de tránsito durante la era vikinga. Por excavaciones arqueológicas junto a la iglesia de San Nicolás, en el centro de Vejle, se sabe que la zona estuvo habitada por lo menos desde el año 1100.
La primera mención de la ciudad de que se tiene registro histórico es en un documento de 1256, y la primera vez que Vejle recibió privilegios de ciudad comercial (købstad) es en 1327, en una carta del rey Valdemar III expedida en Nyborg.
Durante la Edad Media, hubo un castillo en lo que hoy es la estación de trenes, y un monasterio dominico entre 1310 y 1531, en la ubicación actual del Ayuntamiento. La iglesia de San Nicolás data del siglo XII. Vejle llegó a ser un importante centro comercial, cuya actividad perduraría hasta el siglo XVII, comerciando con Flensburg y Lübeck, en lo que actualmente es Alemania. Desde el siglo XVI, la ciudad fue azotada varias veces por incendios y epidemias de peste.
A finales del siglo XVII y principios del siglo XVIII Vejle entró en una fase de decadencia económica y demográfica. En 1796, sin embargo, la ciudad se convirtió en la sede de la nueva provincia de Vejle y se expandió significativamente a lo largo del siglo XIX, beneficiándose de una moderna infraestructura, como un nuevo puerto en el fiordo (1827) y una estación de ferrocarril de la línea Fredericia-Aarhus (1868).
Desde la mitad del siglo XIX y a lo largo del siglo XX, Vejle, hasta entonces una ciudad comercial de provincia, se desarrolló en un pujante centro industrial, y finalmente sería conocida como "la Manchester de Dinamarca" debido a sus numerosas fábricas de manufactura del algodón. En 1870 Vejle tenía una población de 6.100 habitantes, y para 1960 había rebasado la cifra de 31.000. Al mismo tiempo, desaparecieron la mayoría de los edificios viejos de la ciudad y se expandió considerablemente el área urbana. La industria algodonera experimentó una crisis a partir de la década de 1960, y otras industrias aparecieron en Velje, como la industria alimentaria y las tecnologías de la información, pero la ciudad se ha dirigido más al comercio y a los servicios. Varias de las antiguas fábricas textiles se utilizan ahora como oficinas o centros culturales.

## Deportes
Vejle es la localidad a la que pertenece el equipo Vejle Boldklub, como se puede deducir por su nombre. Es también el lugar de nacimiento del futbolista internacional danés Thomas Gravesen, jugador del Celtic FC y que ha pasado, entre otros clubes, por el Real Madrid, y de Allan Simonsen, que jugó en el FC Barcelona.

## Ciudades hermanadas
Vejle está hermanada con las siguientes ciudades:
| - Borås - Jelgava - Mostar - Mikkeli | - Molde - Roquebrune-Cap-Martin - Schleswig |